# Ямская Степь (посёлок)
Ямская Степь — посёлок в Большесолдатском районе Курской области. Входит в Большесолдатский сельсовет.

## География
Посёлок находится на границе Большесолдатского и Суджанского районов, в 71 километрах к юго-западу от Курска, в 9 км к западу от районного центра и центра сельсовета — села Большое Солдатское.
Улицы
В посёлке есть улица Луговая (четыре дома).
Климат
Посёлок, как и весь район, расположен в поясе умеренно континентального климата с тёплым летом и относительно тёплой зимой.

## Население
| 2002 | 2010 |
| ---- | ---- |
| 20   | ↘9   |

## Транспорт
Ямская Степь находится в 5,5 км от автодороги регионального значения 38К-004 (Дьяконово — Суджа — граница с Украиной), на автодороге межмуниципального значения 38Н-028 (Ямская Степь — Розгребли — 38К-004), в 11 км от ближайшей ж/д станции Локинская (линия Льгов I — Подкосылев).